# Barbizonska škola
Barbizonska škola je bila umjetnička kolonija koja se sredinom 19. stoljeća smjestila u francuskom selu Barbizonu u šumi kod kraljevskog dvorca Fontainebleau, nedaleko od Pariza.
Između 1830. i 1850. godine, selo Barbizon na rubu šume Fontainebleau, postalo je sastajalište skupine umjetnika kao što su: Díaz de la Peña (1807. – 1876.), Constant Troyon (1810. – 1865.), Jules Dupré (1811. – 1889.), Théodore Rousseau (1812. – 1867.) i Charles-François Daubigny (1817. – 78.). Oni se nisu ograničili na neposrednu okolicu, već su lutali francuskim pokrajinama, od Auvergnea do Jure, od Vendeéa do Normandije. Netipični pripadnici Barbizonske škole su bili npr. Jean-François Millet i Jean-Baptiste-Camille Corot. 
Slikari Barbizonske škole stremili su napuštanju klasicizma (akademizam) koji je tada bio pretežit u slikarstvu i nastojali prikazati prirodu realistički po uzoru na Johna Constablea i englesko pejzažno slikarstvo. Zbog toga su radili studije u prirodi (slikanje na otvorenom ili plein-air) pri čemu je veliku ulogu imao intimni pejzaž. Tako su se barbizonski umjetnici vratili jednostavnijem obliku pejzaža preuzetom s crteža i studija u ulju napravljenima izravno u prirodi (plenerizam), što im je između ostalog bilo omogućeno pojavom boja u tubama, a svoja djela su dovršavali u ateljeima. Osobito su ih zanimale promjene u prirodi iz dana u dan te iz jednoga u drugo godišnje doba, pa su ih bilježili slobodnim i istančanim potezima kista.
Škola je uspostavila vezu između romantizma i realizma, prokrčivši put impresionistima. Svaki od predstavnika barbizonske škole imao je svoju interpretaciju pejzaža. Tako se u ranim Rousseauovim slikama prepoznaju elementi romantizma u osjećaju tajanstvenoga, nedokučivoga i mistične kontemplacije. Za njega je priroda bila utočište i mjesto samotne nostalgije u koje je uranjao kako bi pronašao samoga sebe. Ona je bila nadomjestak za frustracije nastale neispunjenim socijalnim i političkim nadama tijekom srpanjske revolucije 1830. i revolucije u veljači 1848. (kada je zauvijek napustio Pariz), kao i činjenicom da je Proljetni salon 1835. i 1837. odbio njegove radove, te razočarenjem nastalim rastom industrijskog društva. Nasuprot impresionistima, kojima su prethodili, umjetnici ove kolonije odbijaju moderni industrijski razvoj. Dok je Rousseau volio suprotstavljati vodoravne elemente na tlu okomicama stabala, stvarajući nešto čvršću i stabilniju kompoziciju, Daubigny je pokazao osjećaj za prirodne pokrete i promjene svjetla. Daubigny je naslikao bezbrojne krajolike duž rijeke Oise iz svog slikarskog čamca, a tijekom 1860-ih njegove su slike postale slobodnije i prihvatile su živost njegovih skica. To je bilo isto vrijeme kada su se odvažne inovacije Barbizonske škole počele gušiti u vlastitim pravilima.
- Théodore Rousseau, Barbizonski krajolik, oko 1850., uje na platnu, Puškinov muzej, Moskva
- Narcisse Virgilio Díaz, U Fontainebleau šumi, oko 1860., uje na platnu
- Charles-François Daubigny, Pejzaž s jezerom, 1861., ulje na platnu, 113 × 132 cm, Nacionalni muzej u Varšavi, Varšava
- Camille Corot, Avray sa svojim jezerom, prije 1867., ulje na platnu, Nacionalna galerija umjetnosti, Washington
- Jules Dupré, Stari hrast, 1870., ulje na platnu, , Nacionalna galerija umjetnosti, Washington

## Vanjske poveznice
- Hecht Museum
- Cambridge Art Gallery